# Ndamukong Suh
Ndamukong Ngwa Suh (nascido em 6 de janeiro de 1987) é um jogador de futebol americano aposentado que jogava como nose tackle na National Football League (NFL). Ele foi selecionado na segunda osição do Draft de 2010 pelo Detroit Lions. Ele jogou futebol americano universitário na Universidade de Nebraska, onde ganhou honras All-American.
Como um veterano na faculdade, Suh se tornou um dos jogadores mais condecorados da história do futebol universitário. Ganhando inúmeros prêmios, incluindo o Prêmio de Jogador do Ano da Associated Press, o Troféu Bronko Nagurski, o Prêmio Chuck Bednarik, o Prêmio Lombardi e o Outland Trophy, e foi reconhecido como um All-American unânime.
Suh foi criticado por seu estilo agressivo de jogar e foi multado oito vezes desde 2014 pagando um total de US$ 255.375 pra NFL, ele foi suspenso uma vez (por dois jogos), resultando em uma multa de $ 165.294.
Apesar desses problemas, Suh é reconhecido como um dos melhores defensive tackles da NFL. Em 2015, Suh foi eleito o 24º melhor jogador da NFL, sendo o sexto melhor jogador defensivo. Ele ganhou inúmeros prêmios e elogios, tendo sido nomeado o Novato Defensivo do Ano, sendo selecionado para quatro Pro Bowls em suas primeiras cinco temporadas, nomeado All Pro seis vezes, quatro vezes para a Primeira-Equipe All Pro, incluindo seu ano de estreia, e duas vezes para a Segunda-Equipe All Pro. Em 2015, Suh se tornou o jogador defensivo mais bem pago da história da NFL, tendo assinado um contrato de seis anos com o Miami Dolphins no valor de mais de US $ 114 milhões, com quase US $ 60 milhões totalmente garantidos; ele foi dispensado depois de apenas três temporadas.

## Primeiros anos
Suh nasceu em Portland, Oregon. Ele freqüentou a Grant High School, em Portland, onde ele era uma estrela de três esportes: futebol americano, basquete e atletismo. Ele jogou como jogador de linha ofensiva e defensiva em Grant. Suh foi eleito para o Primeiro-Time da All-PIL, tanto no ataque quanto na defesa, e foi uma escolha de menção honrosa All-State. Em seu último ano, ele colecionou 65 tackle, incluindo 10 sacks e recuperou quatro fumbles, o que lhe valeu o prêmio All-America da revista Parade, o Jogador Defensivo da Liga Interscholastic de 2004 e um all-team da Classe 4A. Ele também jogou no U.S. Army All-American Bowl de 2005. No basquete, ele ganhou menção honrosa All-League em seu terceiro e quarto ano.
Suh também foi um atleta de atletismo, ele foi o campeão do arremesso de peso do distrito em 2004 e venceu o título de arremesso de peso da Classe 4A da OSAA em 2005, com um recorde escolar de 18,71 metros. Por suas realizações atléticas, Suh foi finalista do Athlete of the Year do Portland Tribune.
Considerado um recruta de quatro estrelas pelo Rivals.com, Suh foi classificado como o sexto melhor defensive tackle dos Estados Unidos. Recrutado por muitos, Suh fez visitas oficiais a Nebraska, Mississippi, Oregon, Miami (FL) e Califórnia, antes de se comprometer com a Universidade de Nebraska em 20 de janeiro de 2005. 
| Nome | Cidade Natal                                           | High school / college | Altura | Peso   | 40‡ | Data                  |
| --- | ------------------------------------------------------ | --------------------- | ------ | ------ | --- | --------------------- |
| Ndamukong Suh DT | Portland, Oregon                                       | Grant HS              | 1.93 m | 125 kg | 4.9 | 20 de janeiro de 2005 |
| Ndamukong Suh DT | Recruiting star ratings: Scout: Rivals: 247Sports: N/A |                       |        |        |     |                       |
| Overall recruiting rankings: Scout: 9 (DT), 10 (school) Rivals: 6 (DT), 1 (OR), 5 (school) |                                                        |                       |        |        |     |                       |
| - Note: In many cases, Scout, Rivals, 247Sports, and ESPN may conflict in their listings of height and weight. - In these cases, the average was taken. ESPN grades are on a 100-point scale. Sources: - "2005 Nebraska Football Commitment List". Rivals.com. Retrieved 2013-02-12. - "2005 Nebraska Football Commits". Scout.com. Retrieved 2013-02-12. - "Scout.com Team Recruiting Rankings". Scout.com. Retrieved 2013-02-12. - "2005 Team Ranking". Rivals.com. Retrieved 2013-02-12. |                                                        |                       |        |        |     |                       |

## Carreira na faculdade

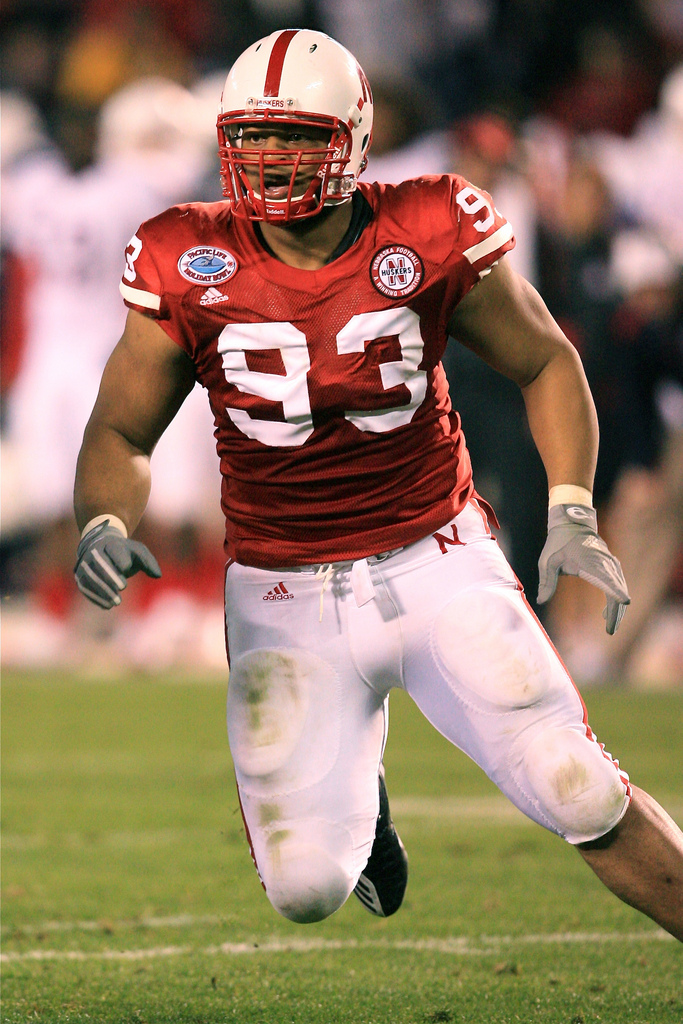
Ndamukong Suh jogar nas Férias de 2009 Tigela.

Suh estudou na Universidade de Nebraska, onde jogou pelo time de futebol americano, Nebraska Cornhuskers de 2005 a 2009. Como um calouro em 2005, Suh jogou nos dois primeiros jogos e teve um tackle assistido contra Wake Forest antes de perder o restante da temporada depois de passar por uma cirurgia no joelho.
Em 2006, Suh jogou em todos os 14 jogos e ganhou as honras All-Big 12 da The Sporting News. Apesar de ser reserva, ele terminou o ano com 19 tackles totais e ficou entre os líderes de equipe em tackles para perda de jardas (8) e sacks (3,5). Em sua segunda temporada completa, Suh foi titular em 11 dos 12 jogos e registrou 34 tackles totais na temporada.
Em sua terceira temporada completa, Suh registrou 76 tackles, 7,5 sacks, 19 tackles para perda de jardas, 2 interceptações (ambos retornaram para touchdowns) e uma recepção para touchdown ao jogar como fullback. Ele se tornou o primeiro defensive tackle de Nebraska a liderar o time desde 1973. Suh foi nomeado para o Primeiro-Time All-Big 12 em 2008 e uma menção honrosa de All-American.
Em 2009, Suh registrou 85 tackles, 12 sacks, 28 pressões no quarterback, 24 tackles por perda de jardas, 3 chutes bloqueados e 1 interceptação. Suh teve 12 tackles e 4,5 sacks em uma derrota por 13-12 para Texas na Final da Big 12, no qual ele foi MVP. Ele ajudou a defesa a se classificar em primeiro lugar nacionalmente em pontuação (10.4 ppg), empatou em segundo no total de sacks (44), primeiro na defesa de passe (87.3) e sétimo na defesa total (272.0 jpg). Ele também jogou contra Arizona no Holiday Bowl de 2009, ajudando Nebraska a vencer sem sofrer pontos, foi a primeira vez que isso aconteceu nos 32 anos de história do Holiday Bowl. Ele foi eleito por unanimidade pra Primeira-Equipe da All-Big 12 e pro Defensor do Ano da Big-12. Nacionalmente, ele foi nomeado Jogador do Ano da Associated Press College, ganhou o Troféu Bill Willis, Troféu Bronko Nagurski, Prêmio Chuck Bednarik, Prêmio Lombardi e Outland Trophy, e foi reconhecido como um All-American unânime. Ele também foi finalista do Troféu Lott, do Walter Camp Award e do Troféu Heisman.

### Prêmios
Em 3 de dezembro de 2009, Suh foi nomeado como um dos cinco finalistas do Walter Camp Award. Em 24 de novembro de 2009, Suh foi eleito um dos três finalistas do Outland Trophy 2009, ao lado de Mike Iupati e Russell Okung. Em 10 de novembro, Suh foi selecionado como um dos quatro finalistas do Prêmio Lombardi de 2009. Em outubro de 2009, Suh foi nomeado pelo Sporting News e pela CBS Sports para o time All-American. Suh começou a temporada como terceiro melhor defensive tackle pela Rivals.com. Ele também foi nomeado para a lista de observação do Outland Trophy 2009.
Em 7 de dezembro de 2009, Suh foi nomeado finalista do Heisman Trophy. Mais tarde naquela noite, Suh foi eleito o vencedor do Troféu Bronko Nagurski de 2009 como o melhor jogador de defesa do país. A CBS Sportsline também nomeou Suh como Jogador Defensivo do Ano. O Touchdown Club de Columbus nomeou Suh o vencedor do Troféu Bill Willis em 9 de dezembro de 2009. Naquela mesma noite Suh ganhou o Lombardi Award para o jogador de linha ou linebacker. Em 11 de dezembro, no ESPN College Football Awards, Suh foi selecionado como o vencedor do Prêmio Chuck Bednarik como o melhor jogador defensivo do país. Suh terminou em quarto no Troféu  Heisman, acumulando 815 pontos, que é a maior pontuação de um quarto lugar na história do Heisman Trophy. Ele também foi uma das quatro seleções unânimes para o AP First-team All-America em 2009. Suh foi eleito o Jogador do Ano de 2009 da AP, tornando-se o primeiro jogador defensivo a receber o prêmio em sua história.

## Carreira Profissional

### Draft de 2010
Suh foi amplamente considerado como um dos melhores prospectos disponíveis no draft. O analista da ESPN.com, Mel Kiper Jr., descreveu Suh como "talvez o defensive tackle mais dominante que eu já vi em 32 anos" e o projetou para ser a primeira escolha no geral.
Para atividades de marketing fora de campo, Suh assinou com a The Agency Sports Management & Marketing, onde Russ Spielman serviu como agente principal. No Combine, ele levantou 102kg por 32 vezes e teve um salto vertical de 90 cm, o mais alto de um tackle defensivo desde Al Lucas (92 cm) em 2000. 
| Altura                          | Peso   | Comprimento do braço | Tamanho da mão | Corrida de 40 jardas | Corrida de 10 jardas | Corrida de 20 jardas | 20-ss  | 3-cone | Salto Vertical | Amplo  | BP            |
| ------------------------------- | ------ | -------------------- | -------------- | -------------------- | -------------------- | -------------------- | ------ | ------ | -------------- | ------ | ------------- |
| 1.93 m                          | 139 kg | 0.85 m               | 0.26 m         | 4.98 s               | 1.59 s               | 2.81 s               | 4.44 s | 7.21 s | 0.90 m         | 2.67 m | 32 repetições |
| Todos os valores da NFL Combine |        |                      |                |                      |                      |                      |        |        |                |        |               |

Antes do draft da NFL, Suh assinou com a Maximum Sports Management e o agente Roosevelt Barnes. Isso causou preocupação moderada para muitas equipes que esperavam prepará-lo, já que este era o mesmo agente que representava Michael Crabtree. Crabtree foi o jogador selecionado na primeira rodada do Draft de 2009 que mais demorou para assinar o contrato, esperando por seis semanas antes de assinar com o San Francisco 49ers. Crabtree até ameaçou reentrar no Draft de 2010 da NFL.
Apesar das preocupações, Suh foi selecionado no segundo lugar geral no Draft de 2010 pelo Detroit Lions, tornando-se o primeiro jogador de linha defensiva selecionado pela equipe na primeira rodada desde Luther Elliss em 1995.

### Detroit Lions

#### Temporada de 2010
Em 3 de agosto, Suh concordou um contrato de cinco anos no valor de US $ 68 milhões com os Lions, incluindo US $ 40 milhões garantidos. Em 12 de setembro, Suh fez seu primeiro sack contra o quarterback do Chicago Bears, Jay Cutler. Em 10 de outubro, durante um jogo contra o St. Louis Rams, ele teve sua única interceptação da carreira em um passe de Sam Bradford. Suh marcou o único touchdown de sua carreira na NFL contra o Washington Redskins em 31 de outubro de 2010, em uma recuperação de um fumble de Rex Grossman. 
Depois de uma lesão do kicker, Jason Hanson, os Lions pediram para Suh tentar o ponto extra em 7 de novembro de 2010 contra o New York Jets. No entanto, Suh perdeu o ponto extra quando a bola bateu na trave direita.
Para a temporada de 2010, Suh liderou os Lions, todos os novatos e todos os tackles defensivos em sacks com 10. Ele foi escolhido para o Pro Bowl, tornando-se o primeiro novato dos Lions desde Barry Sanders a ser escolhido para o Pro Bowl. Ele perdeu o jogo, no entanto, devido a uma cirurgia no ombro. Em 25 de janeiro de 2011, Suh foi nomeado para a equipe All-Pro. Ele também foi nomeado o Novato do Ano da Sporting News, o Novato do Ano da Pro Football Weekly e do Pro Football Writers of America, o novato da Pepsi NFL do ano, e o Rookie defensivo do ano do AP.
Seu ano de estreia viu o início do que levaria Suh a uma quantia recorde de multas por comportamento. Ele foi multado em $ 7.500 em um jogo de pré-temporada contra o Cleveland Browns por puxar a máscara de Jake Delhomme, ele foi multado em $ 5.000 por usar um oponente como alavanca num field goal em um jogo da semana 9 contra o Jets e foi multado em $ 15.000 por força desnecessária contra o quarterback Jay Cutler na semana 13 contra os Bears.

#### Temporada de 2011

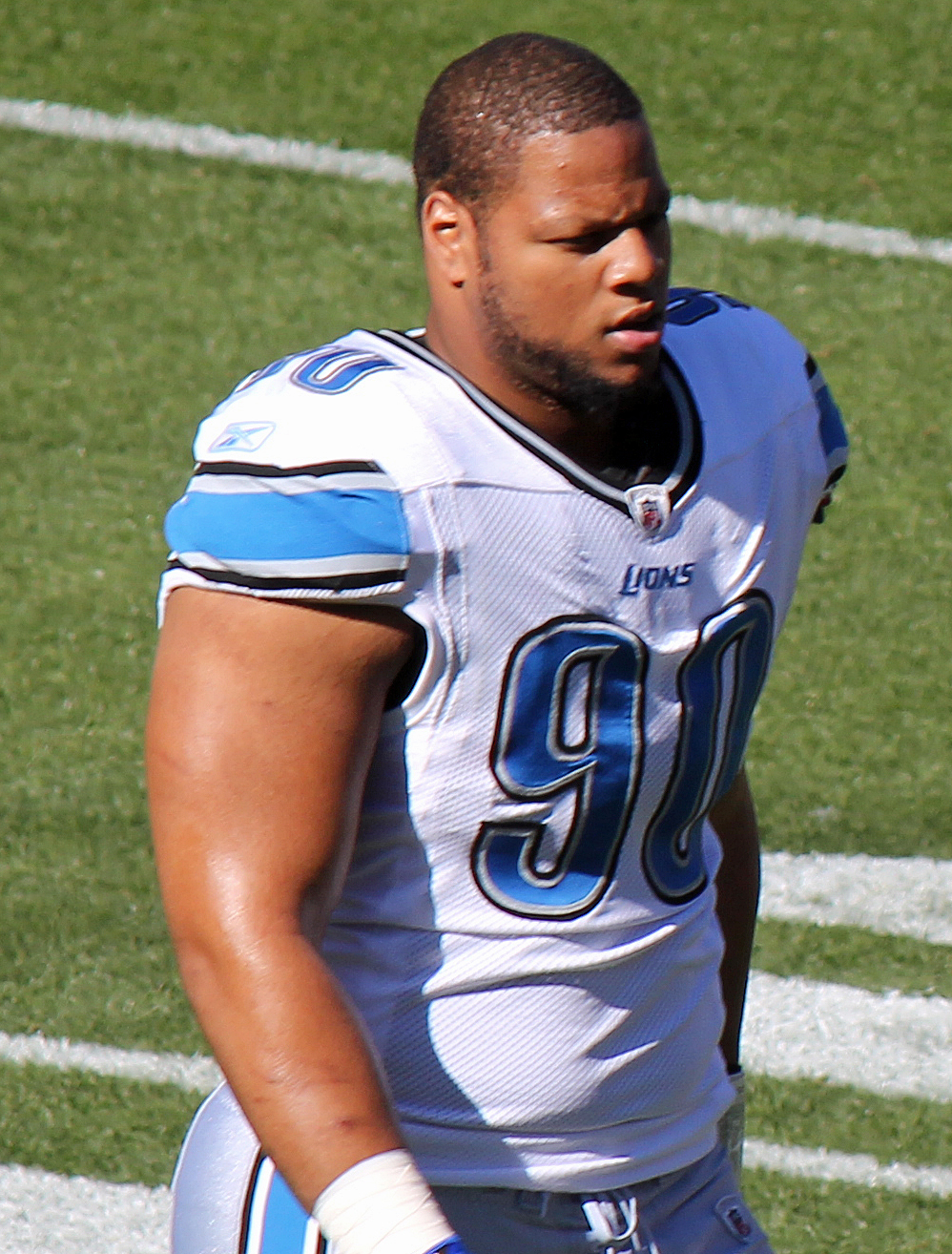
Suh em 2011.

Durante o terceiro quarto do jogo dos Lions no Dia de Ação de Graças contra o Green Bay Packers, em 24 de novembro de 2011, Suh empurrou a cabeça do jogador de linha ofensiva Evan Dietrich-Smith para o chão por três vezes, depois pisou em seu braço. Tudo isso aconteceu depois que o apito foi soprado. Suh foi penalizado por força desnecessária e foi expulso do jogo. A penalidade resultante deu aos Packers uma primeira descida automática. Os Packers marcariam um touchdown duas jogadas depois, dando-lhes uma vantagem de 14-0 e uma eventual vitória de 27–15. 
Inicialmente, Suh negou ter pisado em Dietrich-Smith, dizendo que ele estava apenas tentando recuperar o equilíbrio. No entanto, na manhã de sexta-feira, os Lions divulgaram um comunicado chamando as ações de Suh de "inaceitáveis". Em poucas horas, Suh escreveu em sua página no Facebook que "cometera um erro" no dia anterior e pretendia aprender com ele. O analista de regras da Fox Sports e ex-vice-presidente da arbitragem, Mike Pereira, disse que, com base em seu conhecimento da disciplina da liga, "a questão não será se a NFL suspendá Suh, mas quando - e por quantos jogos". Ele traçou paralelos entre as ações de Suh e as de Albert Haynesworth, que teve uma suspensão de cinco jogos - a suspensão mais longa para um incidente em campo na história moderna da NFL - por ter pisoteado a cabeça de Andre Gurode em 2006.
Em 29 de novembro, a NFL suspendeu a Suh por dois jogos sem pagamento, que foi de US $ 165.294 em salários perdidos. Ao anunciar a decisão, Roger Goodell observou que era a quinta vez que Suh havia sido punido por condutas em campo. Suh apelou da decisã, e a NFL realizou uma audiência rápida com o ex-treinador do Oakland Raiders, Art Shell, para que uma decisão pudesse ser tomada antes do próximo jogo do Lions, em 4 de dezembro, contra o New Orleans Saints. O apelo foi recusado em 2 de dezembro, forçando Suh a não jogar contra os Saints e o jogo de 11 de dezembro contra o Minnesota Vikings.
Suh foi nomeado para o Pro Bowl de 2011. Ele terminou a temporada de 2011 com 4 sacks, um passe desviado e 26 tackles.

#### Temporada de 2012
Durante um jogo no Dia de Ação de Graças em 22 de novembro de 2012, Suh estava envolvido em uma jogada no qual ele chutou o quarterback do Houston Texans, Matt Schaub, na virilha. O incidente resultou em uma multa de US $ 30 mil da liga, quase o dobro da multa por "bater/chutar/dar joelhadas" a um adversário. Houve especulações de que o tamanho da multa era pelo reconhecimento pela história de sucessos em campo de Suh, enquanto outros a viam como uma ação "insossa e desleixada" da liga na emissão de uma grande multa sem uma suspensão. Em resposta, o comissário da NFL Roger Goodell disse que "a intenção é algo que é muito difícil para nós tentarmos fazer um julgamento". Suh negou que o chute fosse intencional, afirmando que seu pé atingiu inadvertidamente Schaub quando ele estava sendo arrastado para o chão. Suh terminou 2012 com 8 sacks, 2 passes desviados e 25 tackles em 16 jogos (15 como titular).

#### Temporada de 2013
Na vitória da semana 1 dos Lions sobre o Minnesota Vikings por 34 a 24, Suh bloqueou por baixo John Sullivan durante uma pick 6 de DeAndre Levy; a falta pessoal anulou o touchdown de Levy. Dois dias depois do jogo, Suh foi multado em US $ 100 mil - que, sem contar o pagamento perdido por suspensões, é a maior multa já emitida a um jogador para ações em campo. Ele apelou, mas a decisão foi posteriormente confirmada pela NFL.
Na vitória da semana 6 dos Lions sobre o Cleveland Browns, Suh derrubou o QB dos Browns, Brandon Weeden, de maneira questionável. Suh foi multado em 31.500 dólares pela NFL, mas a multa foi posteriormente rescindida.
Durante um jogo no Dia de Ação de Graças contra os Packers em 28 de novembro de 2013, Suh derrubou Matt Flynn na end zone, forçando uma safety pela primeira vez em sua carreira. Em 29 de novembro de 2013, Suh foi multado em US $ 7.875 por executar um gesto de garganta cortada durante um jogo contra o Tampa Bay Buccaneers.

#### Temporada de 2014
Suh acumulou 53 tackles e 8.5 sacks na temporada de 2014. Na semana 17, contra o Green Bay Packers, Suh pisou na panturrilha do quarterback Aaron Rodgers, ele recebeu uma suspensão de um jogo, aparentemente impedindo-o de jogar o Wild Card na semana seguinte contra o Dallas Cowboys; mas em recurso, o árbitro Ted Cottrell reverteu a suspensão, optando por outra multa de US $ 70.000. Suh jogou contra os Cowboys e sacou Tony Romo duas vezes.

### Miami Dolphins

#### Temporada de 2015
Em 11 de março de 2015, o Miami Dolphins anunciou que havia assinado contrato com Suh no valor de US $ 114 milhões por seis anos, com US $ 60 milhões garantidos. O contrato fez dele o jogador de defesa mais bem pago da história da NFL, passando o defensive end do Houston Texans, J. J. Watt.
Durante um jogo contra o Washington Redskins em 13 de setembro de 2015, quando o running back Alfred Morris, dos Redskins, ainda estava caído no chão, Suh bateu com a perna no capacete de Morris. No dia seguinte, a NFL anunciou que não iria multá-lo, já que "a ação de Suh não foi considerada um chute". Suh foi titular em todos os 16 jogos em 2015, terminando a temporada com 61 tackles, seis sacks e cinco passes desviados. Ele ficou em 40º lugar no Top 100 Players da NFL de 2016.

#### Temporada de 2016
Em 2016, Suh foi titular em todos os 16 jogos com 72 tackles, 5 sacks e 6 passes desviados. Ele foi classificado em 55º por seus pares no Top 100 Players da NFL de 2017.

#### Temporada de 2017
Durante o Thursday Night Football contra o Baltimore Ravens na semana 8, Suh cometeu duas penalidades de força desnecessárias, incluindo um momento em que ele tentou estrangular Ryan Mallett e o empurrou. Suh alegou que seu estrangulamento em Mallett foi uma autodefesa pois Mallett o atacou primeiro. Os Dolphins perderam por 40-0.
Em 14 de março de 2018, Suh foi dispensado para liberar uma grande quantidade de teto salarial, depois de por três temporadas com os Dolphins.

### Los Angeles Rams
Em 26 de março de 2018, Suh assinou um contrato no valor de US $ 14 milhões com os Los Angeles Rams.

### Estatísticas da NFL
| Ano   | Time  | Jogos | Jogos | Tackles | Tackles | Tackles | Tackles | Fumbles | Fumbles | Fumbles | Fumbles | Interceptações | Interceptações | Interceptações | Interceptações | Interceptações | Interceptações | Interceptações |
| Ano   | Time  | G     | GS    | Comb    | Total   | Ast     | Sck     | FF      | FR      | Jds     | TD      | PD             | INT            | Jds            | Avg            | Lng            | TD             |                |
| ----- | ----- | ----- | ----- | ------- | ------- | ------- | ------- | ------- | ------- | ------- | ------- | -------------- | -------------- | -------------- | -------------- | -------------- | -------------- | -------------- |
| 2010  | DET   | 16    | 16    | 66      | 49      | 17      | 10.0    | 1       | 1       | 17      | 0       | 3              | 1              | 20             | 20.0           | 20             | 0              |                |
| 2011  | DET   | 14    | 14    | 36      | 26      | 10      | 4.0     | --      | --      | --      | --      | 1              | --             | --             | 0.0            | --             | --             |                |
| 2012  | DET   | 16    | 16    | 35      | 25      | 10      | 8.0     | --      | --      | --      | --      | 2              | --             | --             | 0.0            | --             | --             |                |
| 2013  | DET   | 16    | 16    | 49      | 36      | 13      | 5.5     | 1       | --      | --      | --      | 6              | --             | --             | 0.0            | --             | --             |                |
| 2014  | DET   | 16    | 16    | 53      | 44      | 9       | 8.5     | --      | --      | --      | --      | 3              | --             | --             | 0.0            | --             | --             |                |
| 2015  | MIA   | 16    | 16    | 61      | 38      | 23      | 6.0     | --      | --      | --      | --      | 5              | --             | --             | 0.0            | --             | --             |                |
| 2016  | MIA   | 16    | 16    | 72      | 40      | 32      | 5.0     | --      | 1       | 0       | 0       | 6              | --             | --             | 0.0            | --             | --             |                |
| 2017  | MIA   | 16    | 16    | 47      | 29      | 18      | 4.5     | 2       | --      | --      | --      | 2              | --             | --             | 0.0            | --             | --             |                |
| 2018  | LAR   | --    | --    | --      | --      | --      | --      | --      | --      | --      | --      | --             | --             | --             | --             | --             | --             |                |
| Total | Total | 126   | 126   | 419     | 288     | 131     | 51.5    | 4       | 2       | 17      | 0       | 28             | 1              | 20             | --             | 20             | 0              |                |

### Estilo de jogo
Suh foi criticado na mídia por outros jogadores e pela NFL por seu estilo agressivo de jogar e foi multado em um total de $216.875 dólares pela liga por quatro violações nos primeiros quatro anos de sua carreira. Em uma pesquisa realizada pelo Sporting News, Suh foi nomeado "o jogador mais sujo" da NFL. Em dezembro de 2011, ele fez nove faltas pessoais em seus dois primeiros anos, o maior de todos os jogadores da liga naquele período. Ele foi nomeado o "jogador menos querido" da NFL em um relatório divulgado pela Forbes em outubro de 2012.

## Vida Pessoal
Em 2015, a Forbes estimou a receita anual da Suh em US $ 38,5 milhões..
A mãe de Suh, Bernadette, professora de escola primária, nasceu em Spanish Town, Jamaica, e é graduada na Southern Oregon University. Seu pai, Michael Suh, é de Camarões e jogou futebol semiprofissional na Alemanha, ao mesmo tempo jogando na Seleção Nacional de Camarões e trabalhando como mecânico. Eles se conheceram e se casaram em Portland, Oregon, em 1982, depois que Michael Suh foi admitido em uma escola de comércio de Portland. Embora seu pai tenha apenas 1,53 m, o bisavô de Suh, também chamado Ndamukong Suh, tinha 2,21 m. Na língua Ngemba de Camarões, Ndamukong significa "Casa das Lanças".
Suh tem um diploma de gerenciamento de construção de Nebraska e tem aspirações a ser empreiteiro após sua carreira profissional. Seu pai, Michael Suh, é engenheiro mecânico e possui sua própria empresa de aquecimento e refrigeração em Portland. Durante seus dois primeiros anos na faculdade, antes de saber sobre suas perspectivas profissionais, Suh queria "trabalhar com meu pai e construir sua empresa para ser o maior possível" após a formatura.
Sinhô tem quatro irmãs; ele é o segundo mais velho dos filhos. Sua irmã mais velha, Odette Lennon Ngum Suh, jogou futebol universitariamente na Universidade Estadual do Mississippi e atualmente é meia-campista da Seleção Camaronesa de Futebol. Seu primo, Kameron Chatman, joga no time de basquete masculino, Michigan Wolverines.
Suh é um torcedor do Arsenal.
Em 2012, Suh participou do programa de encontros da Fox, The Choice. Suh foi indicado no Splash em 10 de março de 2013. Ele foi eliminado na segunda semana do show. 
Durante os Playoffs da Stanley Cup de 2013, Suh estava  no Joe Louis Arena vestindo uma camisa do Detroit Red Wings durante a série de playoffs do time contra o Chicago Blackhawks.

### Doação e Investimentos
Em 17 de abril de 2010, no anual Husker Spring Game, Suh anunciou uma doação de US $ 2,6 milhões para a Universidade de Nebraska. Dois milhões de dólares irão para o Nebraska Athletics pelo seu Programa de Força e Condicionamento, e os $ 600.000 restantes irão criar uma bolsa para a Faculdade de Engenharia da UNL, da qual ele se formou em 2009. Sua doação é a maior contribuição de caridade de qualquer ex-jogador e ocorreu antes de Suh ir para o Draft de 2010. Suh doou US $ 250 mil para construir um novo campo para a Grant High School em 2013. 

### Avais
Antes de Suh ser convocado por uma equipe da NFL, ele assinou um contrato de patrocínio com a Nike, com o subway, Omaha Steaks, e Chrysler.